# 세르게이 마카로프 (아이스하키 선수)
세르게이 미하일로비치 마카로프(러시아어: Серге́й Миха́йлович Мака́ров, 1958년 6월 19일 ~ )는 소련과 러시아의 아이스하키 선수, 지도자로 현역 시절 포지션은 라이트윙이다.